# Graham Young (Leichtathlet)
Graham Young (* 30. Mai 1945) ist ein ehemaliger britischer Geher.
Bei den British Commonwealth Games 1974 in Christchurch wurde er für die Isle of Man startend Vierter im 20-Meilen-Gehen.
Im 30-km-Gehen wurde er bei den Commonwealth Games 1978 in Edmonton Achter und bei den Commonwealth Games 1982 in Brisbane Zwölfter.

## Persönliche Bestzeiten
- 50-km-Gehen: 4:25:31 h, 18. Juli 1981, Sleaford
- 100-km-Gehen: 9:36:23 h, 26. September 1981, Stoke Mandeville